# جاسم شهاب
جاسم محمد شهاب: (1938 -2011): إعلامي كويتي وشاعر غنائي، ويُعتبر مؤسس الإذاعة الشعبية بالكويت. وُلد عام 1938، حصل على بكالوريوس في الإعلام من جمهورية مصر عام 1961، ثم الماجستير من جامعة القاهرة عام 1976. يُعتبر جاسم شهاب من أوائل الإعلاميين الكويتيين، وقد أسس عام 1964 الإذاعة الشعبية في الكويت. بعدها عمل مديراً لتلفزيون الكويت عام 1968. ثم مستشاراً في سفارة الكويت في القاهرة ولمدة 16 عاماً.

## بدايته
وٌلد جاسم شهاب في الكويت عام 1938، كان والده بحارًا، وقد عاش مع والدته حتى أصبح عمره 17 عاماً. عمل في بدايته موظفاً في وزارة الدفاع، ثم موظفاً وزارة الشؤون الاجتماعية. بعدها أرسلته وزارة العمل للتعلم في مصر، حيث حصل على بكالوريوس إعلام عام 1961.

## الإذاعة الشعبية
كلّف الأمير جابر العلي الصباح جاسم شهاب لتأسيس الإذاعة الشعبية، بعد تأسيسها تحول اسمها إلى إذاعة البرنامج الثاني عام 1964. كانت هذه الإذاعة مختصة بتقديم بعض من المواد الإعلامية المختصة بالتراث الشعبي الكويتي.

## الشعر الغنائي
يُعتبر جاسم شهاب من أبرز شعراء الأغنية الشعبية الكويتية. وقد ألّف عديداً من القصائد، ومن أشهرها:
- أبو الموقة.
- شمعة الجلاس.
- أودعك.
- عذروب خلي.
- شمعة الجلاس.

## وفاته
توفي جاسم شهاب في 3 يونيو 2011 عن عمر يناهز 73 عاماً. وكان قد مارس في سنواته الأخيرة الكتابة الصحفية في صحف كويتية منها جريدة القبس وجريدة صوت الكويت.